# Svatý Kříž (Cheb)
Svatý Kříž (deutsch Heiligenkreuz) ist eine Ansiedlung der Stadt Cheb in Tschechien. Sie liegt vier Kilometer südlich des Stadtzentrums von Cheb auf dem Kataster von Háje u Chebu im Okres Cheb.

## Geographie

### Geographische Lage
Svatý Kříž liegt nahe der deutschen Grenze auf einer Hochfläche am Rande des Naturparkes Smrčiny im Fichtelgebirge. Gegen Westen erstreckt sich der Wald Svatokřížský les, südöstlich der Slapanský les. In Svatý Kříž entspringt der Bach Břehnický potok, nordöstlich der Hájský potok. Im Norden erhebt sich die Rovinka (Rödlhöhe, 523 m), südlich der U Lomu (515 m), im Südwesten der Nachtbühl (515 m) und die Pískoviště (516 m) sowie westlich der U Rozcestí (541 m). Durch Svatý Kříž führt die Staatsstraße II/214 zwischen Cheb und Waldsassen.

### Ortsgliederung
Svatý Kříž bildet eine Grundsiedlungseinheit der Stadt Cheb. und ist Teil des Katastralbezirkes Háje u Chebu.

### Nachbargemeinden
Nachbarorte sind Dolní Pelhřimov, sídliště Skalka und Cheb im Norden, Háje und Podhrad im Nordosten, Velká Všeboř,  Malá Všeboř und Hechtova Mýť im Osten, Nový Hrozňatov, Starý Hrozňatov und Slapany im Südosten, Hatzenreuth, Mammersreuth und Egerteich im Süden, Hundsbach, Schottenhof und Münchenreuth im Südwesten, Pechtnersreuth im Westen sowie Horní Hraničná und Horní Pelhřimov im Nordwesten.
Die im unmittelbaren Grenzbereich gestandenen Ortschaften Krásná Lípa (südlich), Stráž u Chebu (südwestlich) und Šlingova Mýť (westlich) wurden in den 1950er Jahren abgerissen.

## Geschichte
Das der Stadt Eger gehörende Siechenhaus am Heiligenkreuz ist seit dem Ende des 13. Jahrhunderts nachweisbar. Es diente der Unterbringung von Aussätzigen und war wegen der Furcht vor Infektionen weitab der Stadt am Rande des Heiligenkreuzwaldes errichtet worden. Zu der Anlage gehörte auch die Heiligkreuzkirche.
Außerdem besaß das Siechenhaus den Siechenteich in Wies. Im 18. Jahrhundert entstand in Heiligenkreuz ein Jägerhaus.
Nach der Aufhebung der Patrimonialherrschaften bildete Heiligenkreuz ab 1850 einen Ortsteil der Gemeinde Gehaag im Bezirk und Gerichtsbezirk Eger. Pfarrort war Wies. Zwischen 1875 und 1905 wurde das alte Siechenhaus als Waisenhaus genutzt. 1905 ließ die Stadt Eger in Wies ein neues Waisenhaus errichten, das Siechenhaus und die Kirche in Heiligenkreuz wurden abgetragen. An der bedeutenden Straße von Eger nach Waldsassen gab es ein Gasthaus. Nach dem Münchner Abkommen wurde das Dorf 1938 dem Deutschen Reich zugeschlagen und gehörte bis 1945 zum Landkreis Eger. Nach dem Ende des Zweiten Weltkriegs kam Heiligenkreuz zur Tschechoslowakei zurück und die deutschsprachigen Einwohner wurden vertrieben. Die Straßenverbindung nach Waldsassen wurde 1948 gesperrt. 1951 wurde in Svatý Kříž die 10. Rotte der 5. Brigade der Grenzwache stationiert. Svatý Kříž wurde 1976 zusammen mit Háje nach Cheb eingemeindet. Nach dem Fall des Eisernen Vorhangs wurde 1990 der Grenzübergang nach Waldsassen wieder geöffnet. Die Kaserne der Grenzwache wurde in den 1990er Jahren aufgelöst und in Svatý Kříž entstanden zahlreiche Einrichtungen für Einkaufstouristen.

## Kultur und Sehenswürdigkeiten
- Sühnekreuz am südwestlichen Ortsrand[2]
- Mahnmal für die Opfer am Eisernen Vorhang (Památník obětem železné opony), südwestlich von Svatý Kříž an der Straße nach Waldsassen. Es wurde im Auftrag der Stadt Cheb vom Bildhauer Antonín Kašpar und dem Architekten Jaroslav Šusta gestaltet und am 27. Juni 2006 enthüllt.[3]